# Balanza Roberval

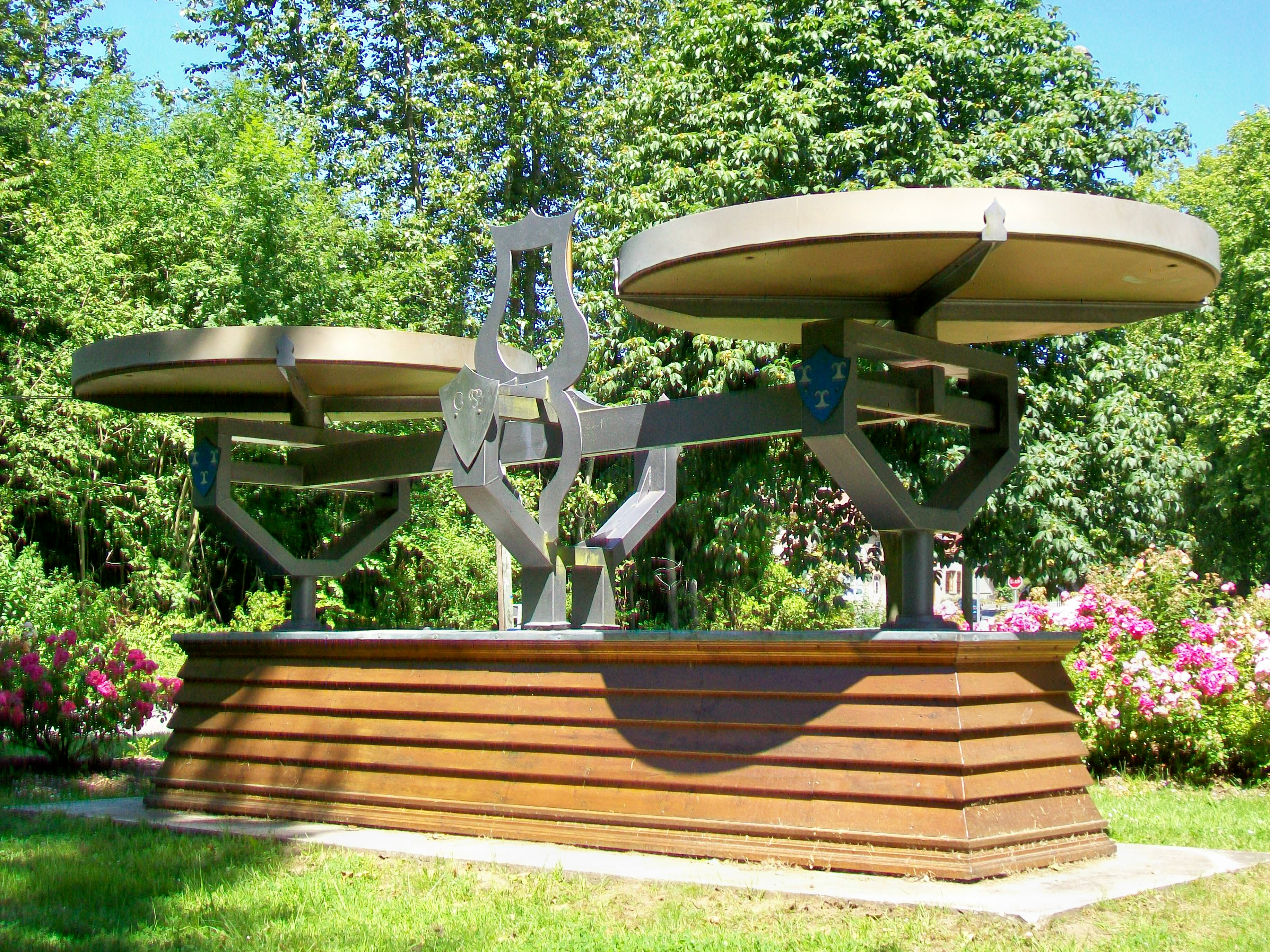
La gigante balanza de Roberval instalada en Roberval, la villa de origen de su inventor.

Esta balanza de dos ástiles es un instrumento de pesaje que lleva el nombre de su inventor, Gilles Personne, matemático y físico francés nacido en 1602, conocido con el nombre de Roberval porque era natural de Roberval, en Oise. Gilles Personne tuvo la ingeniosa idea de colocar los platos por encima del ástil, cuando tradicionalmente estaban suspendidos por debajo como en la balanza romana. El principio del enigma estático fue objeto de una tesis presentada por el propio Gilles en la Academia de Ciencias de Francia en 1669.

## Funcionamiento

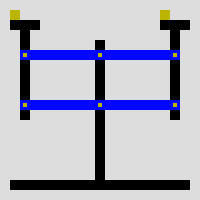
Esquema de funcionamiento de la balanza Roberval: nótese que no están simétricas las masas en los platos.

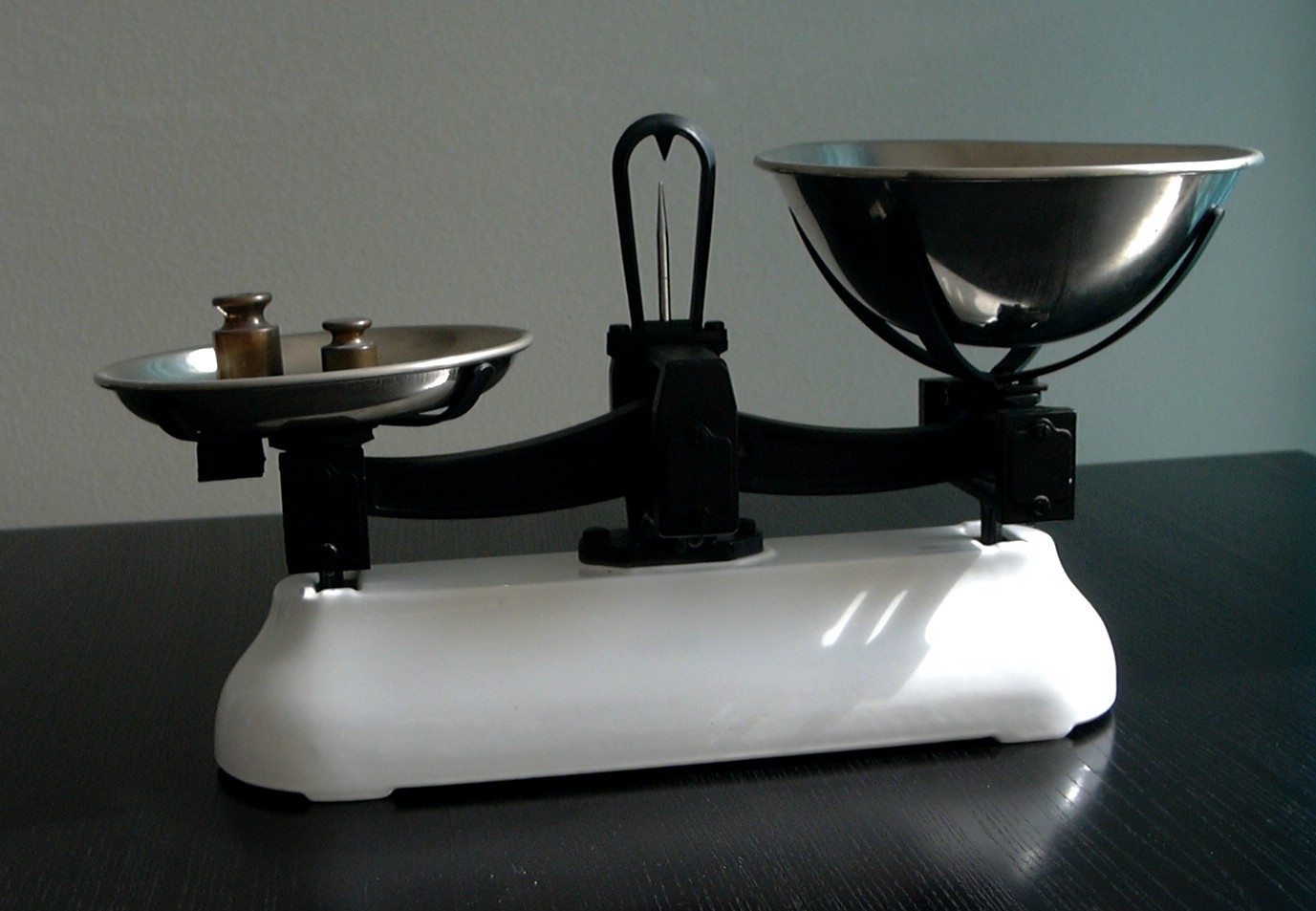
Balanza Roberval fabricada por W & T Avery Ltd.

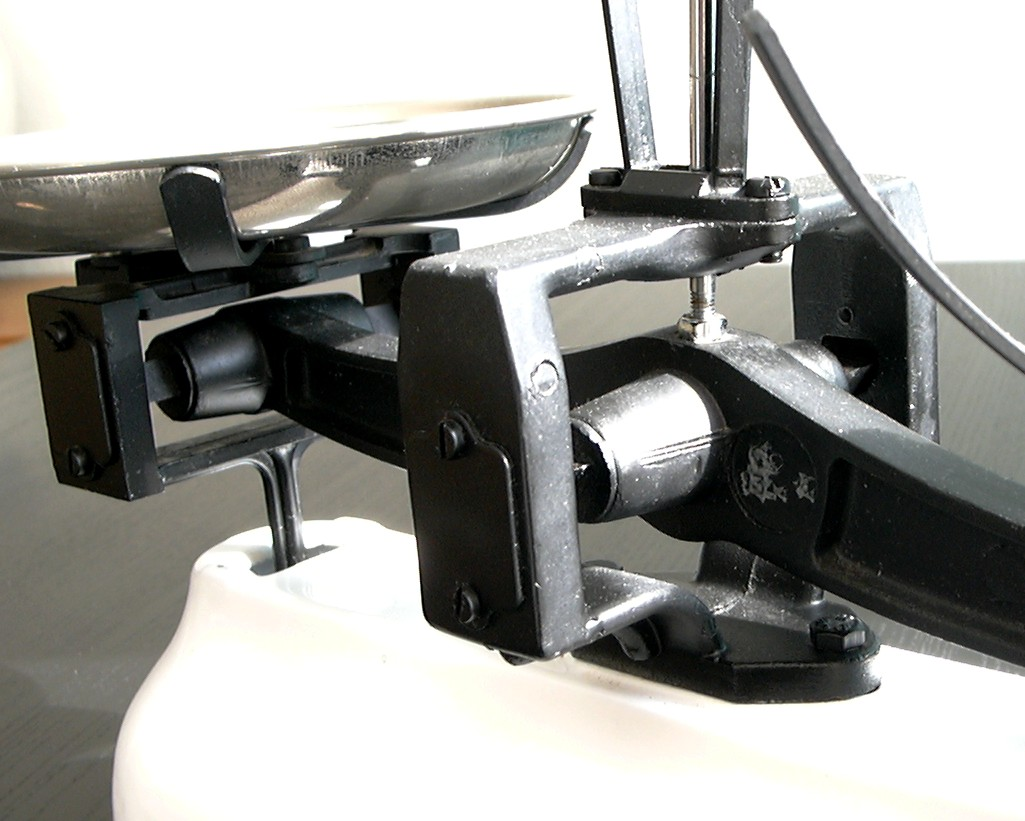
Balanza Roberval (detalle)

La balanza Roberval comprende un ástil horizontal de tres cuchillos de brazos iguales cuyos dos extremos soportan los dos platos. El movimiento de los platos es guiado por unas varillas verticales vinculadas a un contra-ástil, a menudo oculto en la parte inferior de la balanza. El conjunto ástil, contra-ástil y varillas constituye un paralelogramo articulado. Cuando los brazos del ástil son iguales, las masas iguales colocadas en los dos platos están en equilibrio. Dado que las varillas que conectan los dos ástiles están siempre en vertical, la fuerza ejercida por las masas sobre los platos está siempre dirigida exactamente en vertical hacia abajo, sin componente horizontal. Por esta razón, es irrelevante dónde y a que distancia del pivote se coloquen las masas ya que se conserva el paralelogramo. La balanza Roberval integra seis pivotes, lo que duplica los puntos de fricción en comparación con una balanza con los platillos colgantes.
Para pesar un objeto se coloca en uno de los platillos. Luego se añaden pesas marcadas en el otro platillo hasta que los dos platos estén en equilibrio. La masa del objeto a pesar es entonces igual a la suma de los pesos marcados, y esto con independencia del lugar en que se sitúen en el platillo.
Para mejorar la sensibilidad de las balanzas de platos, los ástiles y los cuchillos están dimensionados según la capacidad máxima de la balanza. Por esta razón, la capacidad máxima siempre se indica claramente en cada balanza. Las balanzas destinadas al comercio están necesariamente contrastadas por los servicios de pesos y medidas competentes (en Francia, la Dirección regional de Industria, Investigación y Medio Ambiente). A fin de facilitar la operación de pesaje a menudo se une una aguja perpendicularmente a uno de los dos ástiles, posiblemente delante de un frontal graduado que indica la desviación del equilibrio.
Frecuentemente utilizada como balanza en el comercio de venta al por menor, en mercados y como balanza postal, la balanza Roberval es más rápida pero menos precisa, técnicamente más complicada y más cara de fabricar que las balanzas de platos suspendidos. Sin embargo, estas últimas tienen la desventaja de tener que ser suspendidas y de dificultar al usuario el acceso al plato obstaculizado por los hilos de suspensión.

## Historia

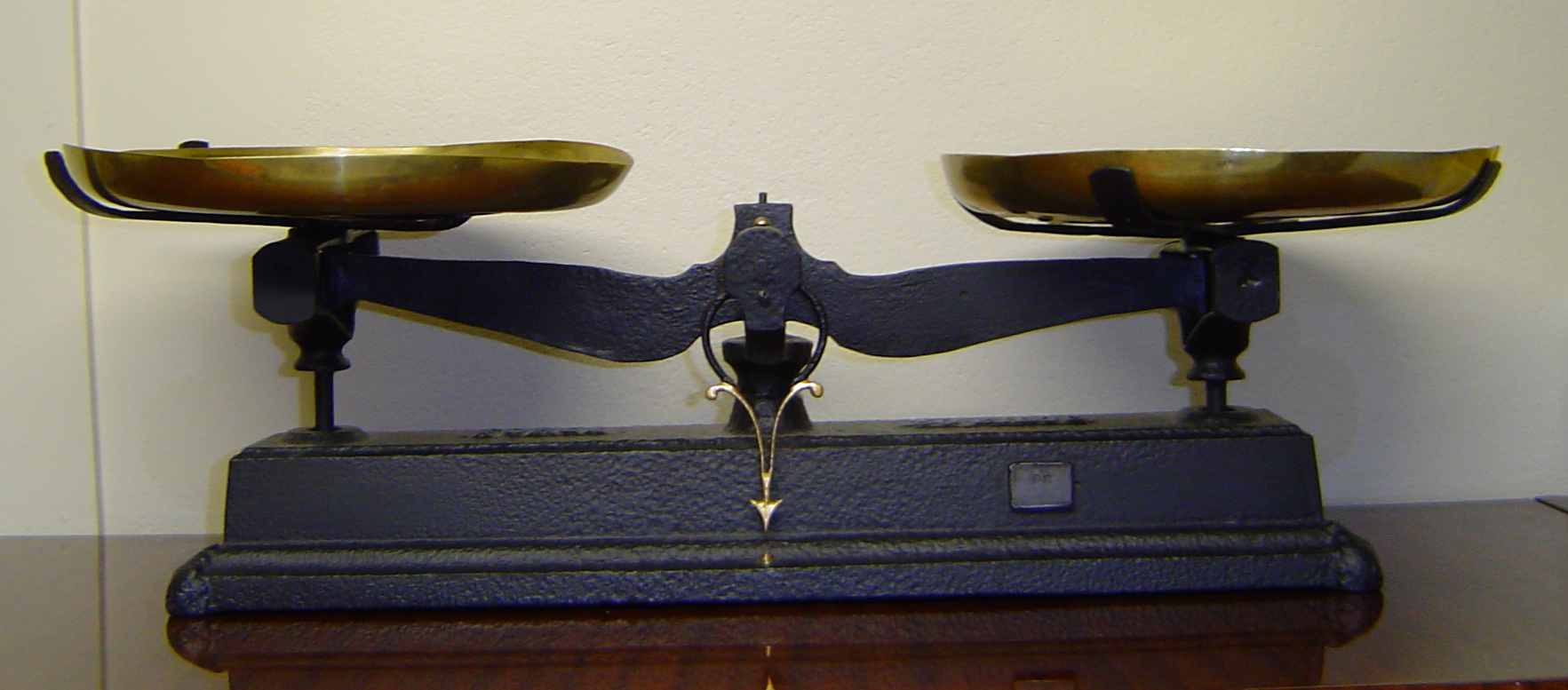
Balanza Roberval ca. 1800.

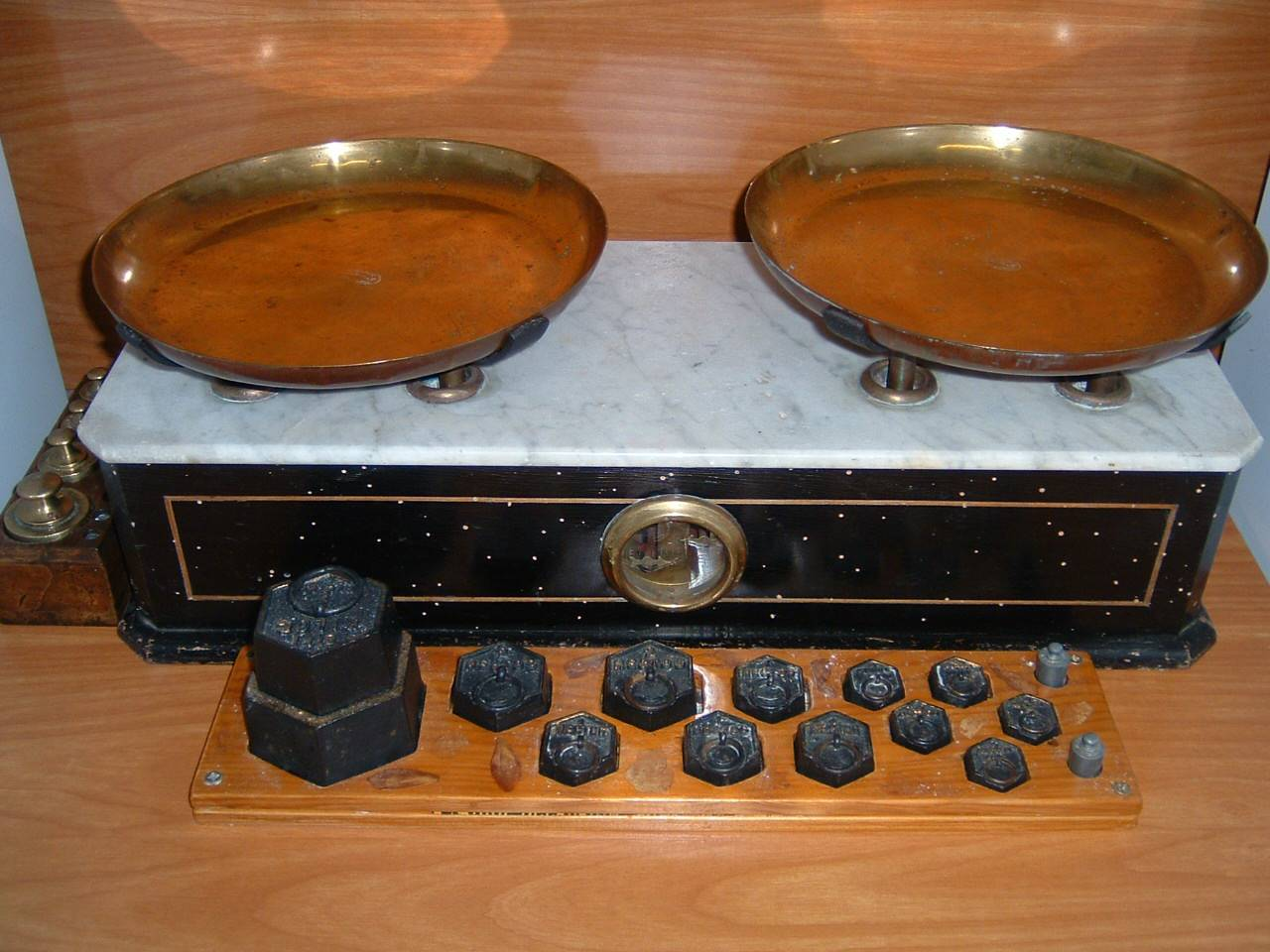
Balanza Béranger.

Las balanzas Roberval fueron fabricadas por primera vez en Inglaterra bajo el nombre de «balanzas francesas». Su fabricación en Francia no comenzó hasta principios del siglo XIX, cuando el bloqueo continental, bajo el nombre de «balanzas inglesas». Su producción se hizo importante a partir de 1850 y siguió siendo predominante hasta finales de los años 1980, con modelos homologados adaptados a diferentes profesiones: el principio de Roberval da una buena precisión en el pesaje, una buena estabilidad en el reglaje y una robustez a prueba de tiempo.
Los fabricantes más importantes de balanzas Roberval fueron W. & T. Avery Ltd. y George Salter & Co. Ltd. en Reino Unido, y Trayvou en Francia.
Dos acontecimientos marcaron la historia de las balanzas Roberval: hacia 1850 Joseph Béranger, originario de Saône-et-Loire y fundador de la compañía que más tarde se convirtió en Trayvou, mejoró el sistema Roberval añadiéndole dos ástiles subsidiarios reemplazando a las varillas verticales, reduciendo así las fuerzas laterales y de ese modo la fricción en los cuchillos.
Después, en la década de 1980, la llegada de las balanzas electrónicas puso fin gradualmente la producción a gran escala de las balanzas Roberval.